# 上島竜兵
上島 竜兵（うえしま りゅうへい、1961年〈昭和36年〉1月20日 - 2022年〈令和4年〉5月11日）は、日本のお笑いタレント、俳優。お笑いトリオダチョウ倶楽部の大ボケ担当。本名、上島 龍平（読み同じ）。愛称は、竜ちゃん、竜さん。
兵庫県丹波市春日町出身、同県神戸市垂水区・同北区育ち。太田プロダクション最終所属。妻はものまねタレントの広川ひかる。

## 来歴
元々は俳優志望で、青年座研究所、テアトル・エコー附属養成所に在籍していたことがある。上島と同郷でテアトル・エコー附属養成所の同期だった寺門ジモンに誘われて渡辺正行の下を訪ねたのがきっかけでお笑いの道へ入る。この時、寺門と「ダイナマイトボーン」というコンビを結成したが「全く受けなかった」と上島は述べている。その後、渡辺に紹介されたのが南部虎弾と肥後克広で、それがダチョウ倶楽部の原型になる。南部脱退後、テレビで活動する機会が多くなり、ダチョウ倶楽部はその存在を世に知らしめることとなる。
1994年、広川ひかると結婚。
2005年8月には自伝&写真集『これが俺の芸風だ!!』を上梓。2008年2月には、『わらしべ夫婦双六旅』で新橋演舞場に初出演し、初の本格的な舞台に挑んだ。

### 死去
2022年5月11日午前0時ごろ、東京都中野区の自宅において、意識を失った状態で妻に発見された。病院へ搬送されたが、同日午前0時53分に死亡が確認された。警視庁中野警察署によると、現場の状況から事件性はなく、首吊り自殺を図ったとみられる。61歳没。遺書などは見つからなかったため直接的な動機は不明のままだが、晩年は腰痛や不眠症、コロナ禍での仕事の停滞、仲間と会えない寂しさなどが募っていた他、2020年3月に師匠と慕っていた志村けんが急逝した事も重なり、以降は心身共に大きな負担を抱えながら生活していたと週刊誌内のインタビューで妻が回顧している（後述）。
2023年8月10日、妻が本名の「上島光」名義で夫との思い出話を綴ったエッセイ「竜ちゃんのばかやろう」を出版した。

## 人物
- 身長162 cm[3]、血液型AB型[2]。
- 「笑われようと、笑わせようと、そこに笑いさえあれば、変わりはない」[12]を持論としている。逆に、「人をさげすんだ笑いはイヤ」とも語っている[12]。
- プライベートでの人柄についてはテレビなどで見せるリアクション芸とは裏腹に同業者（芸人）間では「繊細な性格をしている」や「仕事に対して真面目すぎる」などと評されていた[10]。
  - 南部虎弾は上島の印象を「じっくり上島さんと話をした試しがないんですよ。いつも遠ざかるっていうか、みんなの前ではあんなにやさしく楽しく振る舞うのに、ひとりになるとポツンと。だんだんひとりぼっちの世界になっていくっていうのは感じてました」と語った[13]。
  - 2014年に有吉弘行が、自身のTwitterで「恩義っていうやつを感じちゃうと、中々に厄介だなぁ。間違いを指摘できない」と、人間関係上の悩みをツイート。続けて、「そういう意味で、恩義を感じてるのに指摘しまくれる上島さんはスゴイ。。。」と、先輩芸人の人間的な大きさに言及した際には、それに返信する形で糸井重里も「ほんとうの『人格者』」と評した[14]。
- 『虹をつかむ男』にホームレスとしてワンシーンの出演をした際、細部までこだわる山田洋次に「今日用意された衣装の中にしっくりくる衣装がない」という理由で翌日に撮影が延期された。帰ろうと自服に着替えて挨拶に向かったところ、山田に「それだ!!」と見初められ、結局、自前の服でホームレス役として出演した[15]。
- 結婚当初から子供は作らない事を明言しており、妻はその理由を生前詳しく説明された事は無いものの「考え込んじゃう性格だから、子供の未来まで背負えなかったんだと思います」と推察している[16]。また亡くなる直前まで飲み代で月に100万円前後の出費が続いており、遺産も殆ど残らなかったという[16]。
- 毎年横浜スタジアムで行われるプロ野球の始球式に登場し、最後は上島とDeNAベイスターズの選手が“仲直りのキス”をするのが定番になっていた[17]。
- 出棺時には、本人の生前の遺言として「明るい見送り方を希望」していた通り、ビニールのままではあるがおでんを棺へ入れたと肥後と寺門が証言している[18]。おでんを棺に入れるにあたり、寺門は、火葬後の上島の骨にビニールがつくと思い「汚れちゃうだろ！竜ちゃんが！」とブチギレたという[19]。

## 交友関係

### 有吉弘行
上島を中心とした竜兵会に売れない時代から所属する有吉弘行は「この会があったから、芸人をやめずにいられた」「涙をこぼすのは上島さんの葬式だけ」、「（『これだけは許せなかったこと』という話題の中で）僕の場合は上島さんね。上島さんのことをバカにされると（怒りのスイッチが）入っちゃう」と、上島への感謝や上島との関係について度々公言している。また、上島も「有吉は、目上の人の扱い方が天才的にうまい。2人で飲んでると、結局、おれがあいつに相談するんだよ。“この前、番組でスベったよ”と弱音を吐く。すると、“上島ちゃんは上島ちゃんでいいのよ”なんて言ってくれる。そう言われると、なんか勇気が出てくるんだよ。後輩に言われて勇気が出るのもおかしいんだけどね笑」と、有吉との信頼関係について度々公言している。実際に有吉は上島の葬儀に際して通夜から火葬まで「家族同様」に扱いを受けて、付き添ったことを明かしている。

### 志村けん
生前、志村けんを「芸能界の師匠」と慕っていた。志村と交流を持つようになった契機は、友人の川田利明から「志村が酒の席で『上島に会いたい』と言っていた」という電話が何度も掛かってきて、当時は志村と面識があまりなかったため遠慮して断ったが、川田からそれでも会いたいと何度も電話が掛かってきて、最終的には志村本人から「俺の酒が飲めないのか」と冗談で脅され、志村の元へ駆けつける。そこで志村と酒を飲んで電話番号を交換し、さらには「今度仕事をしよう」と言われて飲み会が終わるが、数日後スケジュールに『志村けんのバカ殿様』の仕事が本当に入っていた。社交辞令だと思っていた上島は驚いて志村に電話、再び酒を飲み志村から「もっと甘えて来ても良い」と言われる。その瞬間から志村にとことん甘えるようになった。
上島にとって師匠である志村の存在はかなり大きく、2020年3月に志村が新型コロナウイルス感染症（COVID-19）に伴う肺炎で急逝して以降、テレビでは変わらず明るく振る舞っていたもののプライベートでは「酷く落ち込んでいて声もかけづらい状況」が暫く続いており、志村との思い出を振り返って泣き出したり、上の空で「心ここにあらず」といった様子を見せる事が増えていたと後に妻である広川が語っている。

### 大野智
大野智とはドラマ「怪物くん」で共演して以降親交を深めており、2人で静かにお酒を酌み交わして仕事や釣りの話をする程の仲だった。上島は20歳年下である大野を「仕事に妥協しないし、誰に対しても丁寧に接する。本当にすごい男だ」と尊敬しており、また大野も上島に対して「俺が竜さんに釣りを教えてやるんだ」と言うほど良好な関係を築いていた。また、上島は携帯電話を持ち始めた当初メールを打つのが苦手だったため、通信手段は通話のみだったが、大野と仲良くなって以降は大野と連絡を取りたいがためにショートメールの送り方を覚えたという。
妻によれば通夜の前日に弔問に訪れており、憔悴しながらも4時間にわたって上島の遺体に寄り添っていたと語っている。

### その他
晩年は後輩のストレッチーズを気にかけており、中でも福島敏貴に対しては「ラストサン（最後の息子）」と呼んで特に可愛がっていた。

## 芸風

### 主な芸
これらはウケる・ウケないという観点とは異なる「定番」または「お約束」となっており、フリからオチまでのしらじらしい過程を楽しむもので、基本的にはすべり芸と呼ばれるものである。
- カネ貸してくれよ
- キス芸 - 妻が居る関係上、原則男同士で行う。主に出川哲朗やカンニング竹山などとキレ気味に怒りながら口論が始まると、徐々に顔を近づけ軽く口付けをし照れる、または仲直りする。相手役には基本的に前述の2人など芸人が多いが、櫻井翔や松本潤、亀梨和也、田中聖、八嶋智人などの芸人以外の芸能人も行ったこともある。ただし、このネタは事務所の後輩である有吉弘行といったメンバーに通用しないこともあったり、他の芸人（特に出川）とする際にも有吉や土田が「キスするんだろ」や「チャンス！」など先にオチを言い、ネタを阻止されたりする（そこでオチとなる）ことも多かった。因みにこのネタは竹山の発案によるものだという。肥後千暁や光宗薫などは基本的に止められるが、野呂佳代を皮切りにRio (AV女優)、指原莉乃、ざわちん、ゆきぽよ、本田翼、ぺこ、夢屋まさる、はるな愛、ミッツマングローブ、駒井千佳子、高野人母美とも行っている（ゆきぽよとは、マスク越し、あるいはラップ越しで行っている）。しかし、大久保佳代子だけは「生理的に無理」と拒否している。鈴木奈々はビンタで回避した。カイ君(ソフトバンクのお父さん犬)ともキスしている。佐野恵太とキスした後に佐野が高城俊人と上島の前でキスした時は「営業妨害」と突っ込んでいる。吉幾三とRioは自らキスをしてきた。
- 泣き芸
- 人工呼吸 - プールなどの水が近くにある場合、溺れた挙句に救出され、寺門に胸元を押してもらう。この際、口の中には水がふくまれており、マンガの人命救助のように2、3回ぴゅーっと水を出す。水以外にも、口にふくめる物が手近にあった場合、臨機応変に利用する。
- 「どうぞどうぞ」 - 何らかのイベント（上島ですらやりたがらないであろうリアクション芸など）をやらされるのを上島が嫌がっている中で、上島の周りの人が「俺がやる!」「いや俺がやるよ!」と上島以外（通常のコント等ではダチョウのみであるが、場合によっては他の芸人や芸人以外の芸能人十数人が加わる）が手を挙げる。少し間をおいて上島が「じゃあ俺も」と手を挙げた途端、周りの人が全員「どうぞどうぞ」と上島にそれを譲る。他の芸能人がダチョウ倶楽部がいない時でも罰ゲームなど何かをやる人を決める決定的な方法としてこのネタを使用してることが多い。
- 熱湯風呂 - 上記「どうぞどうぞ」と勧められた後のお約束のひとつ。まず、熱湯風呂の縁に上島が四つん這いになり「押すなよ！絶対に押すなよ！」と周りの芸人などに向かって言う。上島が「絶対に押すなよ！」を三回言い終えたところで、周りの人が背中等を押して熱湯風呂に落とす。熱湯風呂といっても、実際には適温〜少々熱めの湯（45℃前後）であり[28]、熱がるのは演技であることが多い。2000年代頃からは実際には熱湯ではないことが予め分かる演出を組み込んだ上で、あえて後から熱がりながら湯に足を入れる演技を行うという演出技法も散見される。また、リアクションを一通り終えた後、カメラに向かって、「ハッピーターン」や「For Beautiful Human Life.（カネボウ化粧品のかつてのキャッチフレーズ。「師匠」と慕う志村けんがコントで使用していた）」という決め台詞をいうパターンもある。
- 裸芸 - 『アメトーーク!』などでは上島がキレて、周りにいる芸人がなだめるとみせかけて上島を囲み、しばらくして全員が除けるとパンツ一枚になっており、ギャグを発するというオチもある。
- 帽子芸 - 他の芸人にぞんざいな仕打ちを受けた時、懐の中に隠し持っていた帽子をわざわざ被り直し、それを足元に叩き付け一言「訴えてやる!」と叫び、最後に「くるりんぱ!」と言いながら帽子を1回転させて被り直して終わる。度重なるリクエストや帽子を隠されるなどの不測の事態に対応するためか、近年ではいくつもの帽子を「予備」として仕込んでいることもあったが、「くるりんぱ!」の最中に土田や肥後などに帽子をはたき落とされ、阻止されるケースも多かった。
- ジャンプ芸 - 上島があることでキレて、机などを思いっきり叩たり「飛べよっ！」などと言いながら地団太を踏んだりするとそれに合わせて周りにいるメンバーとともにジャンプする。公の場で初めて披露したのは『アメトーーク!』の「肥後という男 シーズン2」の回。上島自身、これを押している。だが、バラエティ番組ではあまり広まっていないことから、最初はダチョウ倶楽部の三人、そしてこのネタを既に知っている有吉、土田といった竜兵会のメンバーのみで行っていたが、『第61回NHK紅白歌合戦』で応援ゲストとして出演した際、松下奈緒、嵐、八嶋とこれを行った。また『第65回NHK紅白歌合戦』などのようにほかの芸能人が使うことも多い。
- 顔を赤くする - 頭に力を入れて血行を促進させることで、顔を赤くさせる。しかし、血管に負荷をかけるので脳出血を引き起こす危険性が高く、他の出演者にも健康面を心配されたため、後に行わなくなった。

### 他キャラクター芸
「 - ちゃん」「 - おじさん」といった人物を、即興で編み出すキャラ芸を持っている。ただ、考え込まれていないため、ほとんどがすべる。
- 豆絞り - 裸に豆絞りの頭巾とふんどしをしたキャラ。『スーパージョッキー』（日本テレビ系列）内の企画「熱湯コマーシャル」で登場。また、『ダウンタウンのガキの使いやあらへんで』（同局系列）の「ハイテンション・ザ・グランプリ」で、豆絞り男を演じている。その際、松本人志が罰ゲームとして豆しぼり男を演じるも、恥ずかしさのあまり土下座してしまい、スタジオ内の爆笑を誘ったこともある。
- へっぽこおじさん - 裸に豆絞りの頭巾とふんどしをしたキャラは「豆絞り」の男と同じだが、さらに腰を左右に振りながら歩く。
- タオルおじさん - 同じく「豆絞り」の派生形。「ボク、タオルの上しか歩けないんだ」と可愛く発しながら、足元にタオル（手ぬぐい）を敷き、その上だけ１メートルほどちょこまかと歩いて進み、進み終えると再び「タオルがないから歩けない」旨を発し、タオルを拾って再度前に敷いてその上をちょこまかと歩く。これを番組終了まで繰り返す（他の演者が呆れてスタジオから全員いなくなった中で、まだ一人繰り返しているという演出がなされる）。

### セリフ
- 「殺す気か!」 - 酷い扱いを受けた後必死の形相で叫ぶ。『ビートたけしのお笑いウルトラクイズ』（日本テレビ系列）で登場。
- 「くるりんぱ」 - 被っている帽子を回転させながら持ち上げ、被り直して言う。床に帽子を叩きつけるネタの「着地点」として主に用いられる。
- 「取り乱しました」 - ひとしきりキレた後、平静に戻って言う。
- 「訴えてやる!」 - 「殺す気か!」と同じシチュエーションで用いる。
- 「絶対に押すなよ!」 - 熱湯風呂や高所、プールサイドなどに立った際に必ず発言。このタイミングで「背中を押してくれよ」と同義である。「いいか、お前ら押すなよ!押すな!絶対に押すなよ!」のように使われた場合、最後の「絶対に押すなよ」の場所で背中を押せという意味である。上記の「殺す気か!」へとつながるケースも。なお時間がたっても押さない場合は、「押せよ!」と切れるネタもある。
- 「チェックメイト!」 - 特に理由付けやきっかけといったものがなく、話の終りなどに唐突に叫ぶ（本人談）。『アメトーーク』（テレビ朝日系列）において、単に相手を「驚かせるだけ」のネタであることが判明した。元々は「王手!」と言うネタだったが後輩の有吉のアドバイスを受けてチェックメイトになった。
- 「金貸してくれ!」
- 「いつか見返してやるからな!」
- 「これが俺の芸風だ!」 - 周りが自分の芸に失笑しているときに、開き直って言う。
- 「ねえ!殿!」 - 酷い目にあった後、ビートたけしや志村けんに向かって言う。
- 「上島竜兵○歳。代表作これといってなし。」
- ゲテモノを口にしたときに、「この○○（料理名）は甘からず、かといって辛からず、そして美味からず」と言うと、「まずいんじゃねーかよっ!」と肥後・寺門のツッコミが入る。

### 主なものまねレパートリー
※公式プロフィールより。熟女や時事ネタが多く、全盛期の小室ファミリー、安室奈美恵の結婚、引越しのサカイと堺正章の新春かくし芸大会のコラボネタ、渡る世間は鬼ばかり、つぶやきシロー一派、梅宮親子と羽賀研二のペアヌード写真集問題や確執、野村沙知代の政界出馬と言った、その時の話題になった者を演じる事が多い。笑いを取るのが重点だが、西田や野村、橋田、大仁田の様にまともで好評なのもある。野村本人登場に気づかず、本人と対面して驚いており、殴られると思っていたと言う。本人は「醜い、そこまでお腹出てない」と怒り気味だったが、うつみ宮土理に「何とか言ってよ」と言ったら「ソックリだよ」と返され、夫からも「お前も有名になったんだな」と喜んでいたので最終的に受け入れて居る。
- 秋元康
- 安室奈美恵
- 新垣結衣
- 東けんじ
- 淡谷のり子
- 猪瀬直樹
- 伊東四朗
- 今くるよ
- 植草克秀
- 梅宮辰夫
- 江守徹
- L
- 大屋政子
- 大仁田厚
- 岡倉大吉
- 織田無道
- 落合博満
- 華原朋美
- 桑野信義
- 榊莫山
- 桜井賢
- 篠山紀信
- せんだみつお
- つちやかおり
- ドン小西
- 中尾彬
- 西田敏行
- 野田佳彦
- 野村沙知代
- 野村克也
- 野々村竜太郎
- 橋田壽賀子
- 華ゆり
- 林家パー子
- ブラザー・トム
- 細木数子
- Mr.マリック
- 山城新伍
- レオなど

## 竜兵会
竜兵会は、上島が後輩芸人と飲み会をする際に集まる集団。

## 受賞歴
- ベストフンドシストアワード2013
- 第24回東京スポーツ映画大賞(2015)　主演男優賞（「上島ジェーン」「上島ジェーン ビヨンド」）[29]

## 出演番組

### テレビバラエティ
- パオパオチャンネル(月曜日)（テレビ朝日、1987年 - 1989年）
- 虎の門（テレビ朝日 ※この番組の中の1コーナーで「銀河系最強リアクション芸人」に認定された）
- たかじんnoどォ!（1997年 - 1998年、読売テレビ）
- 志村けんのバカ殿様（フジテレビ）[30]
- 志村けんのだいじょうぶだぁスペシャル（フジテレビ）
- 変なおじさんTV（フジテレビ、2000年10月 - 2002年9月）
- 志村流（フジテレビ、2002年10月 - 2004年3月）
- 志村塾（フジテレビ、2004年4月 - 2004年9月）
- 志村通（フジテレビ、2004年10月 - 2005年9月）
- 志村けんのだいじょうぶだぁII（フジテレビ、2005年10月- 2008年3月）
- 志村屋です。（フジテレビ 2008年4月 - 2010年4月）
- 志村けんの南国美女探し（テレビ朝日）
- 志村けんの激ウマ列島（テレビ朝日）
- ハロー!モーニング。（テレビ東京 ※新垣里沙と共演、新垣のリアクションに影響を与えたといわれる）
- 東京☆女子アナクルーズ（テレビ東京、2008年4月 - 9月）
- ダウンタウンのガキの使いやあらへんで!! 笑ってはいけないシリーズ（日本テレビ） ※豆しぼりの会会長
  - 絶対に笑ってはいけないホテルマン24時（2009年12月31日）
  - 絶対に笑ってはいけないスパイ24時（2010年12月31日）
- BSエンターテイメント「西田・武田の笑モード」（2010年2月6日、NHK-BS2）
- 火曜エンタテイメント! 志村けんの「ぶらり下町探検隊」（2010年3月9日、テレビ東京）
- 志村軒（2010年4月 - 2012年3月、フジテレビ）
- 豆ごはん。（2010年5月 - RKB毎日放送）
- 大!天才てれびくん（2011年 - 2014年、NHK Eテレ） - 大天才テレビジョンエグゼクティブプロデューサー
- 恋愛成就バラエティー 「幸せになりたいの-しあなり-」（2011年8月6日 -  TOKYO MX 毎週土曜日）
- 志村劇場（2012年4月 - 2013年3月、フジテレビ）
- 志村座（2014年4月 - 2015年9月、フジテレビ）
- 僕らが考える夜（2015年4月30日 - 不定期出演、フジテレビ）
- 必殺!上島新撰組（2016年4月16日・2017年4月15日、FBS福岡放送）
- 志村・上島の岩手まるごと爆笑ふれあい温泉旅（2017年1月20日、めんこいテレビ）
- 志村の夜（フジテレビ 2017年4月 - 2018年9月）
- 出川哲朗の充電させてもらえませんか?（テレビ東京、不定期出演）
- 快傑えみちゃんねる（関西テレビ、不定期出演）
- 志村友達（フジテレビ、不定期出演）
- 上沼・高田のクギズケ!（読売テレビ、不定期出演）
- おじさんくた美れ旅（2019年4月 - 2019年9月、BS-TBS）※第1回、第4回、第9回、第10回、第14回（最終回）旅人
- ドリフに大挑戦スペシャル（2022年5月8日、フジテレビ）※生前最後のテレビ出演。

### 歌番組
- 第61回NHK紅白歌合戦（2010年12月31日、NHK）※「キャラクター紅白歌合戦（怪物くん）」のコーナーに八嶋智人と共にゲスト出演

### テレビドラマ
- 逃亡者 最終話（1992年、フジテレビ）
- 遠山金志郎美容室（1994年、日本テレビ） - 遠山銀平
- 大河ドラマ 徳川慶喜（1998年、NHK） - 半次
- サービス（1998年、日本テレビ）
- 森村誠一のマリッジ（2004年、テレビ朝日） - 宝田堅
- 四谷くんと大塚くん/天才少年探偵登場の巻（2004年7月21日、TBS） - 暴力団員A
- ビー・バップ・ハイスクール2（2005年8月17日、TBS） - 中年男
- 警察署長・たそがれ正治郎2（2006年、テレビ東京）- 佐竹史郎
- オトコマエ!2（2009年10月、NHK） - 鉱山師・岩井弦庵
- 怪物くん（2010年4月 - 6月、日本テレビ） - オオカミ男
- 新・示談交渉人 裏ファイル（2011年3月7日、TBS） - 太田
- 大崎郁三の事件散歩（2012年6月30日、テレビ朝日） - 坂上敏行
- おわこんTV（2014年7月 - 8月、NHK BSプレミアム） - コング鉄平
- 金田一少年の事件簿N(neo) 第2話（2014年7月26日、日本テレビ） - 町田和哉
- 地獄先生ぬ〜べ〜 第7話 - 第10話（2014年11月22日 - 12月13日、日本テレビ） - 小豆あらいの父
- 水曜ミステリー9 小杉健治サスペンス 決断（2015年3月4日、テレビ東京） - 塚本信三
- 5→9〜私に恋したお坊さん〜（2015年10月 - 12月、フジテレビ） - 桜庭満
- 世界一難しい恋 第9話（2016年6月8日、日本テレビ） - 藤田八雄
- Chef〜三ツ星の給食〜 第5話（2016年11月10日、フジテレビ） - 相撲部屋の親方[31]
- 警視庁 ナシゴレン課 第5話（2016年11月15日、テレビ朝日） - サーカス団の団長・飯星
- 月曜名作劇場 内田康夫サスペンス 新・浅見光彦シリーズ「漂泊の楽人 越後〜沼津・哀しき殺人者」（2017年10月30日、TBS） - 畑山義之警部
- ドロ刑 -警視庁捜査三課-（2018年12月8日、日本テレビ） - 大久保盛男
- 科捜研の女（2019年1月3日、テレビ朝日） - 一之瀬駿
- 監察医 朝顔 シーズン1 第6話 & シーズン2 第16話（2019年8月19日、2021年3月1日、フジテレビ） - 今野
- 警視庁・捜査一課長2020 第4話（2020年4月30日、テレビ朝日） - 猪俣喜久斗
- 誰も知らない志村けん -残してくれた最後のメッセージ-（2020年8月22日、日本テレビ）
- ラジエーションハウスⅡ〜放射線科の診断レポート〜 第5話（2021年11月1日、フジテレビ） - 元村 [32]
- SUPER RICH 第5話・第9話・最終話（2021年11月11日、12月9・23日、フジテレビ） - 春野良次 [33]
- 真犯人フラグ 第10話 - 最終話（2021年12月19日 - 2022年3月13日、日本テレビ） - 強羅誠
- 恋に無駄口（2022年4月17日 - 6月19日、朝日放送テレビ・テレビ朝日） - 守見
- やんごとなき一族（2022年4月21日 - 6月30日、フジテレビ） - 八百屋の八さん
- 家政夫のミタゾノ 第5シリーズ 第5話（2022年5月20日、テレビ朝日） - 近藤 [34][35]

### ラジオ
- 志村けんのFIRST STAGE〜はじめの一歩〜（JFN）
- 志村けんの夜の虫（TBSラジオ）

### 映画
- 釣りバカ日誌シリーズ （カメオ出演）
- 虹をつかむ男（1996年） - オデオン座に雇われる男
- 花よりもなほ（2006年） - 乙吉
- LINE（2007年）
- 少林老女（2008年）
- 女の子ものがたり（2009年） - みさの父
- 上島ジェーン（2009年） - 主演
- 怪物くん（2011年） - オオカミ男
- 劇場版 タイムスクープハンター-安土城 最後の1日-（2013年8月31日、ギャガ） - 島井宗叱
- あさひるばん（2013年11月29日、やまさき十三監督） - 松尾
- 上島ジェーンビヨンド(2014年) - 主演
- 銀の匙 Silver Spoon(2014年) - 校長
- 決算! 忠臣蔵（2019年、松竹） - 早川惣介 [36]

### 劇場アニメ
- 天才バカヴォン〜蘇るフランダースの犬〜（2015年5月23日公開） - レレレのおじさん 役[37]

### DVD
- その時…上島が動いた（2007年）
- ノーマニフェスト for UESHIMA（2008年）

### 著書
- これが俺の芸風だ!!-上島竜兵伝記&写真（2005年8月、竹書房、写真:大橋仁、ISBN 9784812421871）
- 人生他力本願～誰かに頼りながら生きる49の方法（2010年1月、河出書房新社、ISBN 9784309616582）

### 舞台
- わらしべ夫婦双六旅（2008年、新橋演舞場 ※演出であるラサール石井の強い希望で出演）
- KANSAI SUPER SHOW 七人の侍（2010年）

### CM
- サントリー食品インターナショナル「サントリー黒烏龍茶」「BOSS」妻の広川ひかると夫婦役。
- 宝くじ『ミリオンドリーム』（2008年） - 西田敏行扮する『西田夢蔵』にそっくりな『小夢蔵』役で出演
- 日本中央競馬会『CLUB KEIBA』
- セガ『リズム怪盗R 皇帝ナポレオンの遺産』（2012年）- 東国原英夫、有吉弘行、榮倉奈々と共演
- ガンホー・オンライン・エンターテイメント『パズル&ドラゴンズ』（2014年） - 「熱々おでん」のシーンで、肥後克広、寺門ジモンも出演
- XFLAG『モンスターストライク』（2016年 - 2017年  2020年 - 2021年）
- ランクアップ「マナラ化粧品」（2021年）
- J:COM（2022年） - 吉高由里子と共演[38]

### PV
- fripSide「black bullet」（2014年5月14日）

### MV
- ケツメイシ「友よ 〜 この先もずっと…」